# Research Notes of the AAS
Research Notes of the AAS, también denominada RNAAS de forma abreviada, es una publicación científica de comunicaciones cortas sobre astronomía y astrofísica. Fundada en 2017, pertenece a la suite de revistas científicas de la American Astronomical Society y es publicada actualmente por el Institute of Physics. Su editor actual es Chris Lintott.